# Бамбузіна Бребіссона
Бамбузіна Бребіссона (Bambusina brebissonii) — вид харових водоростей родини десмідієві (Desmidiaceae).

## Поширення
Вид диз'юктивно поширений на усіх материках крім Антарктиди. В Україні рідкісний вид, зустрічається локально. Більшість знахідок рослини зроблені у XX столітті. Сучасні знахідки відзначені в Карпатах та Поліссі.
Росте у болотах, торфовищах, мілких водоймах, часто серед мохів.

## Загальна характеристика
Ниткувата неприкріплена водорость зеленого кольору. Клітини слабо перетягнуті, бочкоподібні, 25-30 мкм завдовжки і 18-23 мкм завширшки.

## Охорона
Занесений до Червоної книги України зі статусом «Рідкісний». Охороняється у Черемському заповіднику та НПП «Стужиця».